# Node.js
Node или Node.js (читается: ноуд или ноуд-джей-эс) — программная платформа, основанная на движке V8 (компилирующем JavaScript в машинный код), превращающая JavaScript из узкоспециализированного языка в язык общего назначения. Node.js добавляет возможность JavaScript взаимодействовать с устройствами ввода-вывода через свой API, написанный на C++, подключать другие внешние библиотеки, написанные на разных языках, обеспечивая вызовы к ним из JavaScript-кода. Node.js применяется преимущественно на сервере, выполняя роль веб-сервера, но есть возможность разрабатывать на Node.js и десктопные оконные приложения (при помощи NW.js, AppJS или Electron для Linux, Windows и macOS) и даже программировать микроконтроллеры (например, tessel, low.js и Espruino). В основе Node.js лежит событийно-ориентированное и асинхронное (или реактивное) программирование с неблокирующим вводом/выводом.

## История
В 1996 году в компании Netscape были попытки создания серверного JavaScript (Server-side JavaScript — SSJS), однако технология не получила распространения.

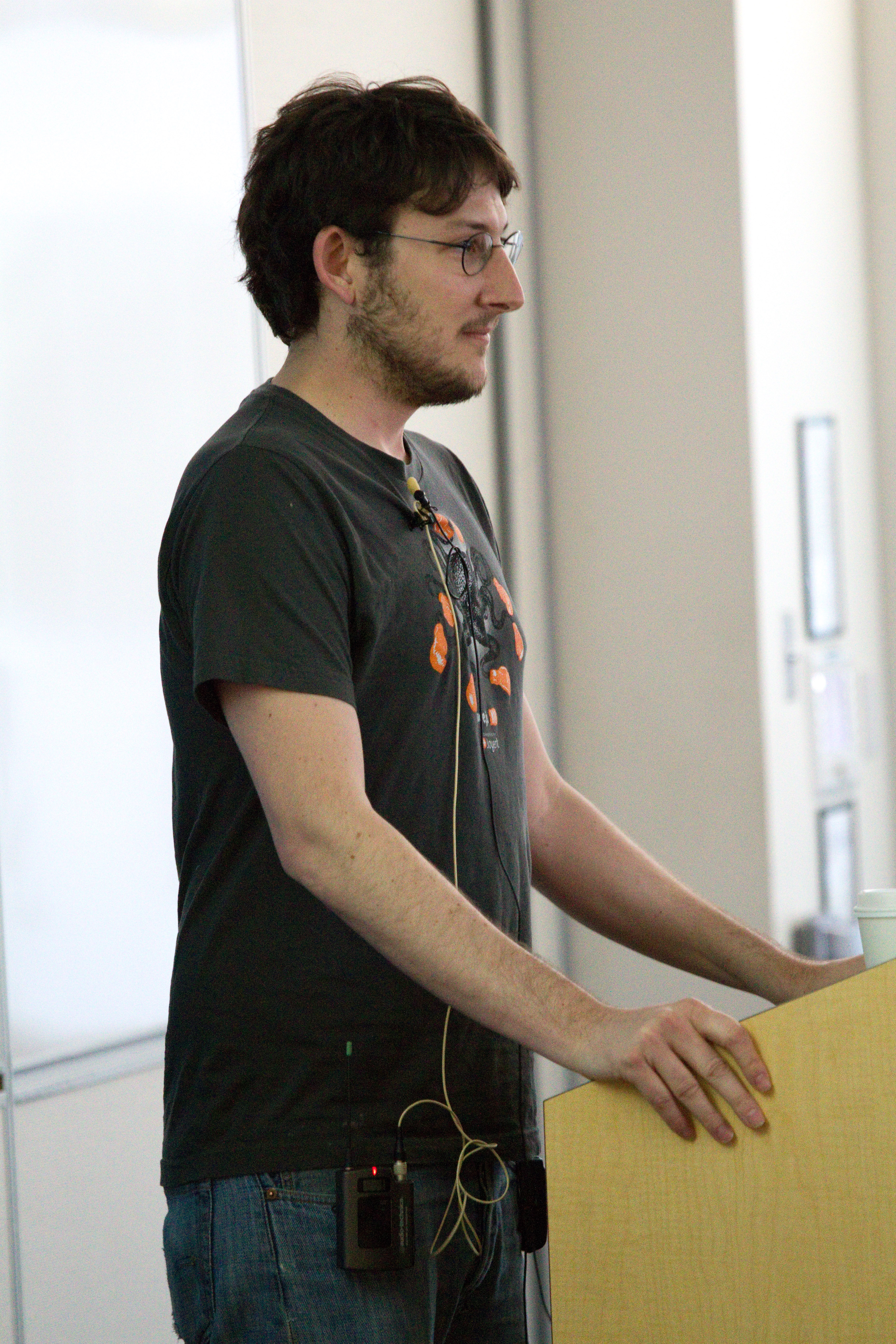
Райан Даль, создатель Node.js

Node.js разработал Райан Даль в 2009 году после двух лет экспериментирования над созданием серверных веб-компонентов. В ходе своих исследований он пришёл к выводу, что вместо традиционной модели параллелизма на основе потоков следует обратиться к событийно-ориентированным системам. Эта модель была выбрана из-за простоты, низких накладных расходов (по сравнению с идеологией «один поток на каждое соединение») и быстродействия. Целью Node является предложить «простой способ построения масштабируемых сетевых серверов».
Разработка Node.js спонсируется компанией Joyent.
В декабре 2014 года был создан форк io.js.
В мае 2015 года было принято решение о слиянии io.js и Node.js и дальнейшем развитии под эгидой Node.js Foundation.
8 сентября 2015 года вышел Node.js v4.0.0 как результат слияния Node.js v0.12.7 и io.js v3.3.0.
Важными событиями в развитии платформы стало появление Atomics и SharedArrayBuffer в Node.js 9, а также worker_threads в Node.js 10.5 (и существенное развитие в Node.js 12). Это позволило создавать многопоточные параллельные приложения, реализовывать примитивы параллельного программирования и работать с разделяемой памятью.

## Версии
| Версия                                                                                           | Статус          | Кодовое имя | Дата выпуска | Поддержка до |
| ------------------------------------------------------------------------------------------------ | --------------- | ----------- | ------------ | ------------ |
| 0.10.x                                                                                           | End-of-Life     |             | 2013-03-11   | 2016-10-31   |
| 0.12.x                                                                                           | End-of-Life     |             | 2015-02-06   | 2016-12-31   |
| 4.x                                                                                              | End-of-Life     | Argon       | 2015-09-08   | 2018-04-30   |
| 5.x                                                                                              | End-of-Life     |             | 2015-10-29   | 2016-06-30   |
| 6.x                                                                                              | End-of-Life     | Boron       | 2016-04-26   | 2019-04-30   |
| 7.x                                                                                              | End-of-Life     |             | 2016-10-25   | 2017-06-30   |
| 8.x                                                                                              | End-of-Life     | Carbon      | 2017-05-30   | 2019-12-31   |
| 9.x                                                                                              | End-of-Life     |             | 2017-10-01   | 2018-06-30   |
| 10.x                                                                                             | End-of-Life     | Dubnium     | 2018-04-24   | 2021-04-30   |
| 11.x                                                                                             | End-of-Life     |             | 2018-10-23   | 2019-06-01   |
| 12.x                                                                                             | End-of-Life     | Erbium      | 2019-04-23   | 2022-04-30   |
| 13.x                                                                                             | End-of-Life     |             | 2019-10-22   | 2020-06-01   |
| 14.x                                                                                             | End-of-Life     | Fermium     | 2020-04-21   | 2023-04-30   |
| 15.x                                                                                             | End of Life     |             | 2020-10-20   | 2021-06-01   |
| 16.x                                                                                             | End-of-Life     | Gallium     | 2021-04-20   | 2023-09-11   |
| 17.x                                                                                             | End-of-Life     |             | 2021-10-19   | 2022-06-01   |
| 18.x                                                                                             | Maintenance LTS | Hydrogen    | 2022-04-19   | 2025-04-30   |
| 19.x                                                                                             | End-of-Life     |             | 2022-10-18   | 2023-06-01   |
| 20.x                                                                                             | Maintenance LTS | Iron        | 2023-04-18   | 2026-04-30   |
| 21.x                                                                                             | End-of-Life     |             | 2023-10-17   | 2024-05-30   |
| 22.x                                                                                             | Active LTS      | Jod         | 2024-04-15   | 2027-04-28   |
| 23.x                                                                                             | Current         |             | 2024-10-14   | 2025-05-27   |
| 24.x                                                                                             | Planned         |             | 2025-04-22   | 2028-04-30   |
| Легенда:Старая версия, не поддерживаетсяСтарая поддерживаемая версияТекущая версияБудущая версия |                 |             |              |              |

## Примеры кода
Создание и запуск HTTP-сервера на Node.js, выдающего Hello, world!: 
```
// Подключение модуля http

const
 
http
 
=
 
require
(
"http"
);

// Создаём веб-сервер с обработчиком запросов

const
 
server
 
=
 
http
.
createServer
((
incomingMessage
,
 
response
)
 
=>
 
{

  
console
.
log
(
"Начало обработки запроса"
);

  
// Передаём код ответа и заголовки http

  
response
.
writeHead
(
200
,
 
{
 
"Content-Type"
:
 
"text/plain; charset=UTF-8"
 
});

  
response
.
end
(
"Hello, world!"
);

});

// Запускаем веб-сервер

server
.
listen
(
80
,
 
"127.0.0.1"
,
 
()
 
=>
 
{

  
const
 
info
 
=
 
server
.
address
();

  
console
.
log
(
`Сервер запущен 
${
info
}
`
);

});

```

Другой пример скрипта, создающего TCP-сервер, который прослушивает порт 8080 и выводит на экран всё, что вводит пользователь:
```
// Подключение модуля net

const
 
net
 
=
 
require
(
"net"
);

// Создание TCP-сервера

const
 
server
 
=
 
net
.
createServer
((
stream
)
 
=>
 
{

  
// Установка кодировки

  
stream
.
setEncoding
(
"utf-8"
);

  
// Объявление обработчика событий

  
stream
.
on
(
"data"
,
 
(
data
)
 
=>
 
{

    
// Вывод данных в консоль

    
console
.
log
(
data
);

  
});

});

// Запуск сервера

server
.
listen
(
8080
,
 
"127.0.0.1"
);

```

## Пакеты сторонних разработчиков
В состав Node.js входит собственный менеджер пакетов npm, который предоставляет возможности установки, публикации и поиска пакетов из репозитория npmjs.com.
Все зависимости находятся в папке node_modules.
Чтобы их использовать, сначала нужно инициализировать node js проект:
```
npm
 
init

```

Появятся файлы package.json и package-lock.json, в которых будет информация о проекте и зависимостях
Установка производится при помощи команды:
```
npm
 
install
 
<packagename>

```

Все доступные для установки пакеты и их краткое описание:
```
npm
 
search

```

Этой же командой можно производить выборочный поиск пакетов.
Также можно установить все необходимые зависимости из файла package.json:
```
npm
 
install

```